# Bajo (EP)
Bajo es el octavo EP lanzado por el productor de complextro Aleksander Vinter, y el segundo bajo el alias de Blanco. El mismo fue lanzado el 20 de noviembre de 2015 por la discográfica Section Z.

## Lista de canciones
| N.º   | Título                        | Duración |  |
| 1.    | «Bajo»                        | 3:35     |  |
| 2.    | «Bailamos» (con Eben JR)      | 4:08     |  |
| 3.    | «Polvo» (con SVNR)            | 4:11     |  |
| 4.    | «Camarilla» (con Dyland)      | 4:54     |  |
| 5.    | «Dios»                        | 3:49     |  |
| 6.    | «Carpe Diem» (con Turbulence) |          |  |
| 25:18 |                               |          |  |